# کولجیاتا د سانتا ماریا لا مایور
کولجیاتا د سانتا ماریا لا مایور، در ترجمه، کلیسای جامع سنت مری میجور، یک کلیسای کاتولیک رومی به سبک مودیخار-گوتیک است که در کالاتایود، در آراگون، اسپانیا واقع شده است.